# Naoya Umeda
Naoya Umeda (jap. 梅田 直哉 Umeda Naoya; ur. 27 kwietnia 1978) – japoński piłkarz występujący na pozycji napastnika.

## Kariera klubowa
Od 2001 do 2012 roku występował w klubach Sanfrecce Hiroszima, Urawa Reds, Montedio Yamagata, Shonan Bellmare, Gainare Tottori i FC Gifu.